# Wildeck
Wildeck település Németországban, Hessen tartományban. Lakosainak száma 4978 fő (2023. december 31.). Wildeck Werra-Suhl-Tal, Gerstungen, Sontra, Nentershausen (Hessen), Ronshausen, Friedewald (Hessen) és Heringen (Werra) községekkel határos.

## Népesség
A település népességének változása:
| Lakosok száma | 5046 | 5014 | 4955 | 4971 | 4978 |
|               | 2017 | 2019 | 2021 | 2022 | 2023 |